# Немага (Айова)
Немага (англ. Nemaha) — місто (англ. city) в США, в окрузі Сак штату Айова. Населення — 66 осіб (2020).

## Географія
Немага розташована за координатами 42°30′54″ пн. ш. 95°5′20″ зх. д. / 42.51500° пн. ш. 95.08889° зх. д. (42.514952, -95.088860).  За даними Бюро перепису населення США в 2010 році місто мало площу 0,19 км², уся площа — суходіл.

## Демографія
Згідно з переписом 2010 року, у місті мешкало 85 осіб у 33 домогосподарствах у складі 23 родин. Густота населення становила 446 осіб/км².  Було 36 помешкань (189/км²).
Расовий склад населення:
| - 88,2 % — білих - 3,5 % — чорних або афроамериканців - 1,2 % — азіатів - 7,1 % — осіб інших рас |

До двох чи більше рас належало 0,0 %. Частка іспаномовних становила 12,9 % від усіх жителів.
За віковим діапазоном населення розподілялося таким чином: 29,4 % — особи молодші 18 років, 58,8 % — особи у віці 18—64 років, 11,8 % — особи у віці 65 років та старші. Медіана віку мешканця становила 39,5 року. На 100 осіб жіночої статі у місті припадало 129,7 чоловіків;  на 100 жінок у віці від 18 років та старших — 106,9 чоловіків також старших 18 років.
Середній дохід на одне домашнє господарство  становив 53 226 доларів США (медіана — 40 000), а середній дохід на одну сім'ю — 58 177 доларів (медіана — 42 500). За межею бідності перебувало 3,8 % осіб, у тому числі 0,0 % дітей у віці до 18 років та 0,0 % осіб у віці 65 років та старших.
Цивільне працевлаштоване населення становило 52 особи. Основні галузі зайнятості: виробництво — 34,6 %, освіта, охорона здоров'я та соціальна допомога — 13,5 %, транспорт — 9,6 %, науковці, спеціалісти, менеджери — 9,6 %.